# Joseph-François-Félix Raynardi de Sainte-Marguerite
Joseph-François-Félix Raynardi de Sainte-Marguerite, comte de Belvédère, né le 9 mai 1758 à Belvédère (alors comté de Nice du royaume de Sardaigne) et mort le 24 décembre 1832  dans sa maison du domaine de Saint-Antoine de Siga situé à Levens (division de Nice du même royaume), est un militaire sarde puis français, baron d'Empire.

## Biographie
Joseph-François-Félix Raynardi de Sainte-Marguerite est le fils de Jean-Louis Thomas de Sainte-Marguerite et de Marie-Marguerite Torrini de Fougassière, et le petit-fils de Jean-François Raynardi de Sainte-Marguerite qui a été fait comte de Belvédère le 15 octobre 1785.

### Officier de l'armée sarde
Il entre encore jeune dans le régiment de Mondovi. Il y est nommé sous-lieutenant le 10 août 1779.  Il est fait capitaine dans le régiment de Nice le 12 mars 1791. Le roi de Sardaigne lui donne la croix des Saints Maurice et Lazare.
En 1792, pour parer à la menace française, il se rend à Belvédère pour y organiser des milices composées de soldats levés dans la vallée de la Vésubie. Il les regroupe en 7 compagnies comprenant chacune entre 36 et 48 hommes. 
Le 23 juillet 1792, le roi de Sardaigne, Victor-Amédée III, déclare la guerre à la France. Les troupes françaises sous les ordres du général d'Anselme franchissent le Var le 28 septembre 1792. Les troupes françaises entrent dans Nice sans combats. Le 4 novembre 1792 des délégués de Nice auprès de la Convention demandent le rattachement du Comté de Nice à France. La Convention demande un plébiscite qui a lieu en décembre 1792. À l'unanimité, les Niçois votent le rattachement.
Si le littoral est contrôlé par l'armée française il n'en est pas de même dans les montagnes qui restent sous administration piémontaise. Raynardi va continuer le combat sous les ordres du général niçard Charles-François Thaon de Revel, comte de Revel et de Saint-André.
Une brigade de 1 500 hommes commandée par le général Barral entreprend de remonter la vallée de la Vésubie. Elle atteint Levens le 17 octobre, Lantosque, le 20. Les troupes occupent sans résistance les villages de Duranus, Saint-Jean-la-Rivière et le Figaret. Les troupes saisissent les ressources utiles et les envoient à Nice. Les miliciens formés par Raynaldi reprennent l'offensive à partir de Belvédère et de Bollène-Vésubie. Les troupes françaises recommencent leur attaque le 2 novembre mais doivent battre en retraite vers Utelle et Levens.
4 février 1793, la Convention crée le département des Alpes-Maritimes.
Le 12 mai 1793 il est promu adjudant-major de l'armée. Il participe aux combats de l'Authion de juin et juillet 1793. Les armées piémontaise, niçoise, autrichienne commandées par le général autrichien de Wins et le général niçard Charles-François Thaon de Revel de Saint-André bloquent l'avance de l'armée française par le col de Raus et l'Authion vers la vallée de la Roya. 3 200 français sont tués dans les combats.
En présence du roi Victor-Amédée III, les troupes Austro-sardes commandées par le général de Wins se mettent en marche pour reprendre Nice. Elles occupent le village de Belvédère du 7 septembre 1793 au 28 avril 1794, date à laquelle les Français le reprennent. Thaon de Revel se retire à Turin après avoir été blessé. Raynardi est blessé le 8 septembre 1793 à l'attaque de Lagnion. Finalement les troupes Austro-sardes commandées par le général autrichien de Wins font une première attaque contre Gilette le 30 septembre qui échoue. Elles sont de nouveau battues par les troupes françaises commandées par le général Dugommier devant Gilette au cours de la bataille du 18 et 19 octobre 1793. 
À partir du printemps 1793, les nobles niçois, puis les religieux, les prêtres réfractaires et les paysans riches vont quitter le Comté pour se réfugier en Piémont. Leurs biens sont vendus comme Biens Nationaux. Le domaine de Siga qui avait été acquis par le père de Joseph-François-Félix Raynardi est vendu comme Bien National.
À la fin de l'année 1793, avec les prises des villes de Lyon et de Toulon, les troupes françaises vont pouvoir accentuer leur pression sur le roi de Sardaigne. Les attaques françaises commencent en avril 1794 sur la vallée de la Vésubie. Par ailleurs, le roi de Sardaigne doit constater que son allié autrichien ne semble pas vouloir lui donner une aide militaire lui permettant de reprendre le duché de Savoie et le Comté de Nice. Toutes les offensives des forces Austro-sardes de ce côté des Alpes se sont terminées par des échecs. Cela va permettre la mise en place de l'armée d'Italie en 1796.
Le 28 mai 1795, il obtient le grade de quartier-maître général. 
La mise en place de la levée en masse dans le Comté de Nice va entraîner des réfractaires à s'assembler en groupes armés à partir de 1796, les Barbets, qui combattent les Français mais rançonnent aussi les habitants. 
Par la signature du traité de Paris, le 10 mai 1796, le Comté de Nice et la Savoie deviennent français. Entre la fin des hostilités et la signature de la paix de nombreux hommes, dont des officiers aptes au commandement, rentrent dans leurs foyers. Raynardi de Belvédère va continuer son opposition à la France jusqu'en 1798.

### Officier de l'armée française
C'est à la nomination du général Moreau comme commandant en chef de l'armée d'Italie, en 1799, qu'il décide d'entrer au service de la République Française et devient son aide-de-camp, le 30 novembre 1798.
Par arrêté du Premier Consul du 21 pluviôse an VIII (10 février 1800), il est confirmé dans le grade d'adjudant général.
Pendant le Consulat il rachète la propriété de son père qui avait été vendue comme Bien national, le domaine de Saint-Antoine de Siga, entre Levens et Saint-Blaise.
Il a suivi le général Moreau dans ses différentes batailles : Moëskirch, Engen, Memingen, Biberach, Auerstaed, Nedenheim, Nortlingen, Oberhausen et la victoire de Hohenlinden. 
Il a été un des premiers officiers décorés de la Croix de la Légion d'honneur.
Un décret signé 15 août 1809 accorde le titre de baron d'Empire à François Félix Raynardi de Belvédère.
Après la Restauration, Louis XVIII le nomme au grade de colonel de l'état-major et le fait chevalier de Saint-Louis.
Le 18 septembre 1816 il est élevé au grade de maréchal de camp. En 1817 il est officier de la Légion d'honneur.
Il donne sa démission avant de se retirer sur son domaine de Saint-Antoine de Siga, où il meurt le 24 décembre 1832. Il est enterré à Levens.